# Notochorda

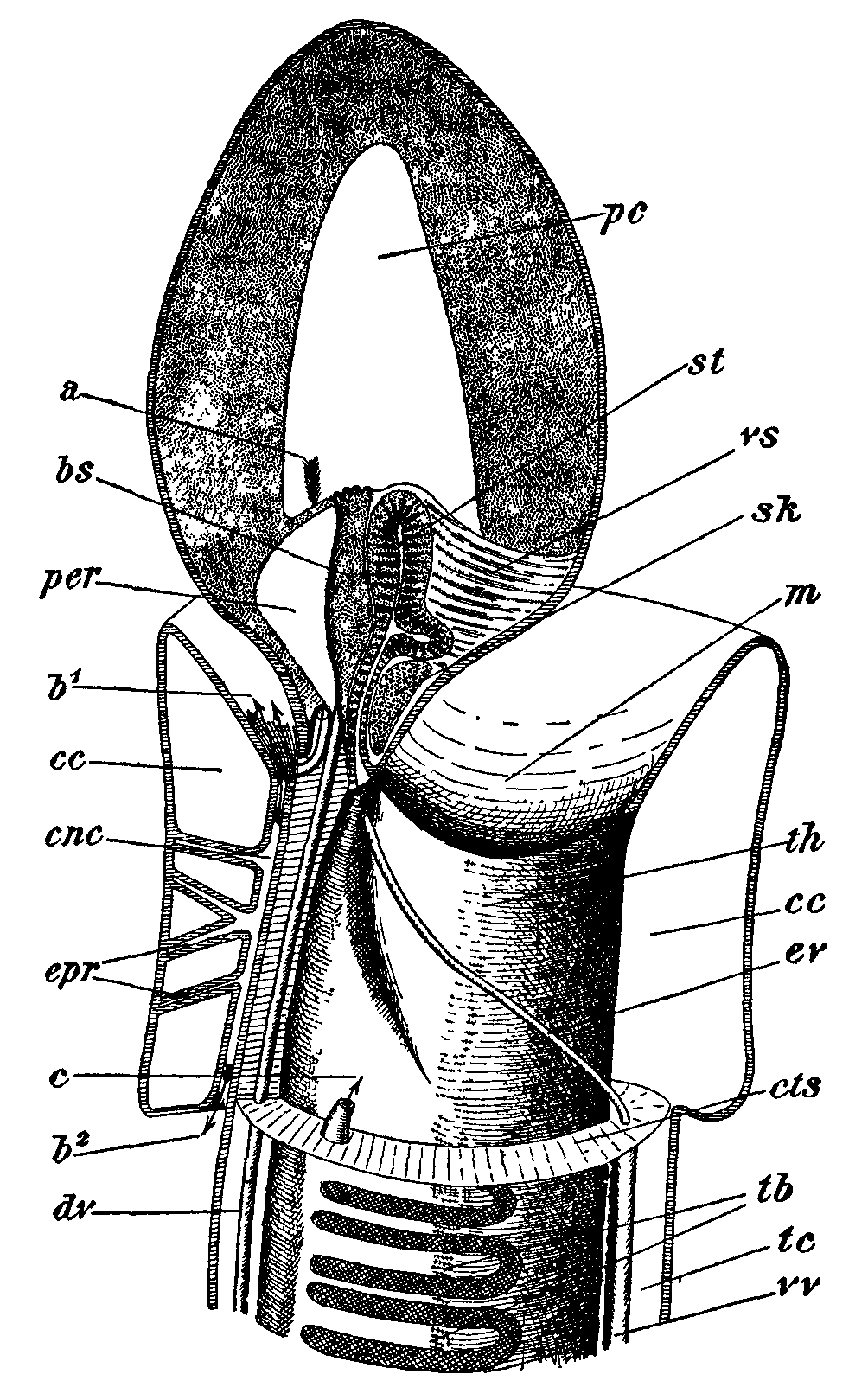
Przednia część ciała Balanoglossus sp. Stomochorda oznaczona jako st.

Notochorda, gębostruna, stomochorda – niewielka, ślepa wypustka przedniej części gardzieli występująca u większości półstrunowców (Hemichordata). Jest skierowana w głąb ryjka. U niektórych gatunków ma dwa boczno-brzuszne wgłębienia w kształcie worka. Swoją budową, rozwojem i położeniem wykazuje duże podobieństwo do struny grzbietowej strunowców (Chordata), jednak nie jest z nią homologiczna.